# Gradina (Prijedor)
Pour les articles homonymes, voir Gradina.
Gradina (en serbe cyrillique : Градина) est un village de Bosnie-Herzégovine. Il est situé sur le territoire de la ville de Prijedor et dans la république serbe de Bosnie. Selon les premiers résultats du recensement bosnien de 2013, il compte 548 habitants.

## Géographie
Gradina est situé sur les bords de la rivière Gomjenica ; un barrage y a créé le lac de Gradina, situé sur le territoire du village.

## Démographie

### Évolution historique de la population dans la localité
| 1948 | 1953 | 1961  | 1971  | 1981  | 1991 | 2013 |
| ---- | ---- | ----- | ----- | ----- | ---- | ---- |
| -    | -    | 1 085 | 1 122 | 1 005 | 730  | 548  |

|  |

### Communauté locale
En 1991, la communauté locale de Gradina comptait 1 420 habitants, répartis de la manière suivante :